# Loriquet de Ponapé
 (novembre 2016).
Si vous disposez d'ouvrages ou d'articles de référence ou si vous connaissez des sites web de qualité traitant du thème abordé ici, merci de compléter l'article en donnant les références utiles à sa vérifiabilité et en les liant à la section « Notes et références ».
Trichoglossus rubiginosus
Espèce
Statut de conservation UICN

 NT  : Quasi menacé
Statut CITES
Le loriquet de Ponapé (Trichoglossus rubiginosus) est une espèce de perruche de la famille des Psittacidae. Il vit dans les forêts humides des plaines tropicales des États fédérés de Micronésie.

## Description
Les parties supérieures et la tête sont bordeaux foncé, mais cette dernière paraît légèrement plus sombre. Les scapulaires et les couvertures sont également bordeaux foncé. Les rémiges sont noirâtres sur les filets intérieurs et largement infiltrées de jaune-olive sur les filets extérieurs. Les primaires les plus externes sont nettement jaunes. Le dessous des ailes est noir. Les plumes bordeaux des parties inférieures ont de fines bordures noires, ce qui provoque sur le dessous une vague apparence de barres. Le dessus de la queue affiche une couleur jaune-olive qui est plus brillante à proximité de la pointe. Le dessous de la queue est jaune-olive pâle. Le bec est orange. Les iris sont jaune-orange, les pattes et les pieds sont gris foncé.
Chez la femelle, le bec paraît plus jaunâtre et les iris sont blanc grisâtre. Chez les immatures, les rectrices semblent plus pointues

## Habitat
Comme son nom l'indique, ce loriquet est endémique de l'île de Ponapé, qui est la composante principale et l'île la plus peuplée des Etats Fédérés de Micronésie. On le trouve également sur l'atoll voisin de And. Autrefois, il vivait également sur l'atoll de Namoluk à proximité de l'île de Truk. Il est possible que son aire de distribution ait été plus vaste que celle qu'il possède aujourd'hui. Cette espèce est présente sur toute la superficie de l'île jusqu'à 600 mètres d'altitude. Elle fréquente une grande variété d'habitats comme les plantations de cocotiers et de bananiers, les forêts tropicales denses, les parcelles en cours de régénération, les zones boisées et les mangroves.

## Comportement
Le loriquet de Ponapé est un oiseau particulièrement bruyant, il lance ses cris à partir de perchoirs après la tombée de la nuit. Il est assez facile à repérer car il vagabonde en petites bandes de 2 à 12 individus, recherchant sa nourriture dans les arbres en floraison. Cet oiseau vole parfois très haut dans le ciel et il lui arrive de parcourir d'assez longues distances au-dessus de l'océan. Quand il se nourrit dans les forêts de grands arbres, il privilégie généralement l'étage moyen de la végétation. Comme l'île de Ponapé reçoit beaucoup de précipitations (jusqu'à 7600 mm par an dans certains endroits), on dit que cet oiseau se protège de la pluie en cherchant un abri sous de larges feuilles.

## Alimentation
Comme l'ensemble des espèces de la sous-famille des lorinés, le loriquet de Ponapé possède un régime à dominante végétale. Il consomme du nectar, du pollen et des fruits. Cet oiseau a l'habitude de se tenir la tête en bas pour prélever sa nourriture dans les fleurs de cocotier et de bananier. Le nectar des érythrines et des manguiers est particulièrement apprécié.